# Morimus lethalis
Morimus lethalis är en skalbaggsart som beskrevs av Thomson 1857. Morimus lethalis ingår i släktet Morimus och familjen långhorningar. Inga underarter finns listade i Catalogue of Life.